# Municipio de Nicolás Bravo
El municipio de Nicolás Bravo es un municipio perteneciente al estado de Puebla, México. Según el censo de 2020, tiene una población de 6644 habitantes. Fue establecido en 1895 y su cabecera es la ciudad de Nicolás Bravo.

## Geografía
El municipio está a una altitud promedio de 2500 m s. n. m. y abarca un área de 108.92 km². Colinda al oeste con el municipio de Chapulco, al sur con Tehuacán, al este con Vicente Guerrero y al norte con el estado de Veracruz. Al igual que parte la carretera Orizaba Tehuacán por la que circula la población.

## Demografía

### Localidades
El municipio tiene un total de 29 localidades. Las principales localidades y su población, según el censo de 2010, son las siguientes:
| Localidad       | Población |
| Total Municipio | 6 009     |
| Azumbilla       | 3 914     |
| Nicolás Bravo   | 1 099     |
| Santa Ana       | 440       |
| Guadalupe       | 156       |